# Antonia Eiriz
Antonia Teodora Eiriz Vázquez (La Habana, Cuba, 1 de abril de 1929-Miami, Florida, EE. UU., 9 de marzo de 1995) es una pintora cubana.Se desarrolló en las manifestaciones de pintura, grabado, ensamblaje y dibujo. Realizó estudios en la Escuela Nacional de Artes Plásticas “San Alejandro”, La Habana, Cuba, desde 1951 a 1957. Profesionalmente se desempeñó como profesora en la Escuela Nacional de Instructores de Arte de La Habana, entre 1962 y 1964. De 1965 a 1969 lo fue en la Escuela Nacional de Arte (ENA) de La Habana y en 1982 fungió como jurado en la III Cuadrienal de Artesanía Artística de los Países Socialistas, Erfurt, República Democrática Alemana, entre otras funciones.

## Exposiciones Personales
Entre las exposiciones personales que presentó se encuentran en 1957 Naturalezas Muertas, Iglesia de Paula, La Habana; en 1966 Antonia Eiriz/Raúl Martínez, Casa del Lago, Universidad Nacional Autónoma de México; en 1985 Antonia Eiriz, Espace Culturel Latino Américain, París, Francia; en 1993, Barrett House, Dutchess County Art Association, Poughkeepsie, Nueva York, EE. UU. y en 1995 Antonia Eiriz. La aspereza que precede al amor. Primer Homenaje Póstumo, Galería La Acacia, La Habana, Cuba.

## Exposiciones Colectivas
Al realizar una selección de sus exposiciones colectivas podemos mencionar en 1952, "28 Dibujos y Gouaches de Antonia Eiriz", Manuel Vidal, Fayad Jamís, Guido Llinás, Antonio Vidal, C.T.C. Confederación de Trabajadores de Cuba, La Habana; en 1960 Segunda Bienal Interamericana de México, Palacio de Bellas Artes, Museo Nacional de Arte Moderno, México; en 1961 VI Bienal de Sâo Paulo Museu de Arte Moderno, Parque Ibirapuera, Sâo Paulo, Brasil y 3th. International Print Biennial, Museum of Modern Art, Tokio, Japón; en 1963, "1913-1963 Cincuentenario del Museo Nacional", Museo Nacional de Bellas Artes, La Habana, y la Primera Bienal Americana de Grabado, Museo de Arte Contemporáneo, Universidad de Chile, Santiago de Chile, Chile. En 1966 International Print Biennale Cracow’1966, Cracovia, Polonia; en 1969 "VIII Premi Internacional Dibuix Joan Miró", Palacio de la Virreina, Barcelona, España, y en 2000 "La gente en casa", Colección contemporánea, séptima Bienal de La Habana, Museo Nacional de Bellas Artes, La Habana, Cuba.

## Premios
A lo largo de su carrera fue reconocida con diferentes premios: en 1961 Mención de Honor en la VI Bienal de Sâo Paulo Museu de Arte Moderna, Parque Ibirapuera, Sâo Paulo, Brasil; en 1962 y en 1963 Primer Premio en el Segundo Concurso Latinoamericano de Grabado, Galería Latinoamericana, Casa de las Américas, La Habana; en 1965 Mención Especial por el conjunto de su obra. Exposición de La Habana 1965, Galería Latinoamericana, Casa de las Américas, La Habana, en 1994 Guggenheim Foundation Fellowship, Nueva York, EE. UU.

## Colecciones
Su trabajo forma parte de las colecciones de Casa de las Américas, La Habana, de la Galería La Acacia, La Habana, del Museo Nacional de Bellas Artes, La Habana, Cuba, y del Museum of Art, Fort Lauderdale, Florida, EE. UU..
- Datos: Q4776234